# اتوتل
اتوتل (به آن پالم یا همراه زمینی خودکار عمومی هم می‌گویند) یک سرویس تلفن رادیویی بین MTS/IMTS و سرویس‌های تلفن سلولی بعد بود که در کل زیاد مطرح نشد. این سیستم از سیگنال دهی دیجیتال برای ارسال پیغام‌هایی مانند تنظیمات تماس، زنگ خوردن، تنظیمات کانال و ... استفاده می‌کرد، به جز اینکه کانال صدا همچنان آنالوگ بود (مانند سیستم سلولی AMPS اصلی). این سیستم، یک سیستم سلولی نیست، بلکه از کانال‌های VHF پرقدرت (۳۵ وات) موجود استفاده می‌کرد. این سیستم برای استفاده عام مردم در بریتانیا کلمبیا و کانادا ایجاد شد، این نقطه‌ای بود برای ساختن شبکه‌ای کم قدرت برای تلفن‌های سلولی، برای اینکه از چیزی که رو به گرانی می‌رفت، جلوگیری شود.